# Wyścig po życie
Wyścig po życie (tytuł oryg. Getaway) – amerykańsko–bułgarski film akcji w reżyserii Courtneya Solomona i Yarona Levy’ego, którego premiera miała miejsce 29 sierpnia 2013 roku.
Film osiągnął przychód 10 494 494 dolarów w Stanach Zjednoczonych.

## Obsada
Źródło: Filmweb

- Ethan Hawke – Brent
- Selena Gomez – dzieciak
- Rebecca Budig – Leanne
- Bruce Payne – wyróżniający się człowiek
- Kałojan Wodeniczarow – główny służący
- Welizar Pejew – służący
- Iwajło Dimitrow – pasażer BMW